# Math rock
Math rock er en indierock-musikgenre, opstået i løbet af 1980'erne. Den adskiller sig fra rockgenren ved at gøre brug af start/stop dynamik, komplekse og ofte skiftende rytmestrukturer (3/4, 9/8 m.fl.), dissonante riffs og/eller hurtigt tappende guitarer.
Nationalt tæller genren bands som BarraHead, Menfolk, Obstacles, Trust, Imagine I Had Hands, The Conquering Light Of Flora And Fauna, Governor of Alaska og i den mere poppede ende, Marvins Revolt og Nightpass.

## Udvikling
Genren udviklede sig op igennem 90'erne med bands som Helmet, Shellac, Slint og Jesus Lizard i den tunge vrede ende med stramme rytmiske numre, og Faraquet og Don Caballero i den mere jazzede og varierende ende. Genren udspringer på mange punkter fra 70'ernes progressiv rock (Yes, Rush , King Crimson og Frank Zappa m.fl.), men bærer i mange tilfælde også præg af 80'ernes hardcore punk-scene, især Washington D.C.-labelet Dischord og pionererne Fugazi. I dag grænser mathrocken og progrocken stadig op mod hinanden med bands som The Mars Volta og Hella i grænselandet.
Det amerikanske band Battles har med deres kritikerroste album Mirrored, formået at få genren ud til et større publikum.

## Blanding med andre genrer
Genren er efterhånden, ligesom mange andre genrer blevet ført igennem mange eksperimenterende formler og mange bands falder i dag inden for en genre, hvor begrebet math kombineres med en anden genre, eksempelvis math/emo som hos Spy Vs. Spy, Braid og Boys Life, math/pop som hos Maps & Atlases og Minus the Bear og math/core som hos Botch og the Dillinger Escape Plan.
Mange bands gør også brug af math-elementer uden at gøre brug af betegnelsen math.
Eksempler på disse kan være free jazz, post-hardcore, hardcore punk, metal, progressiv rock, post-rock, støj rock (Noise rock).